# Dyskografia Justina Biebera
Dyskografia kanadyjskiego wokalisty Justina Biebera składa się z siedmiu albumów studyjnych, dwóch – kompilacyjnych, trzech remix albumów, dwóch minialbumów, 49 singli, 28 wideoklipów. Bieber, odkryty jako trzynastolatek za pośrednictwem serwisu YouTube, związał się kontraktem muzycznym z Raymond Braun Media Group (RBMG), czyli joint venture pomiędzy Usherem, a menedżerem samego Justina. Za produkcję jego pierwszego singla, "One Time", odpowiadał duet Tricky Stewart i The-Dream.
Debiutanckie wydawnictwo Biebera, minialbum My World, został wydany 17 listopada 2009 roku. Z płyty pochodził singel "One Less Lonely Girl", a także dwa single promocyjne: "Favorite Girl" i "Love Me". Pierwszy album studyjny wokalisty, My World 2.0, ukazał się 23 marca 2010 roku i zadebiutował na szczycie amerykańskiej listy Billboard 200. Premierę My World 2.0 poprzedziła publikacja głównego singla z płyty, "Baby", nagranego z udziałem rapera Ludacrisa. W 2011 roku Bieber wydał album z remiksami, Never Say Never - The Remixes, który był promowany przez singel "Never Say Never". W kwietniu 2012 roku łączna sprzedaż wszystkich płyt wokalisty w samych Stanach Zjednoczonych wynosiła ponad osiem milionów egzemplarzy, zaś na świecie przekroczyła piętnaście milionów kopii.
19 lipca 2012 roku premierę miał trzeci album studyjny Biebera, Believe, z którego pochodziły single: "Boyfriend" oraz "As Long As You Love Me", a także dwa single promocyjne: "Die in Your Arms" i "All Around the World"
Czwarty album promocyjny Purpose został wydany 13 listopada 2015 roku, przez Def Jam Recordings i School Boy Records. Pochodziły z niego takie single jak: "What Do You Mean", "Sorry", "I'll Show You" i Love Yourself.

## Albumy

### Albumy studyjne
| Rok                        | Album | Pozycja na liście | Pozycja na liście | Pozycja na liście | Pozycja na liście | Pozycja na liście | Pozycja na liście | Pozycja na liście | Pozycja na liście | Pozycja na liście | Pozycja na liście | Sprzedaż          | Certyfikat |
| Rok                        | Album | CAN               | AUS               | AUT               | FRA               | DEU               | IRL               | NZL               | SWI               | UK                | USA               | Sprzedaż          | Certyfikat |
| -------------------------- | --- | ----------------- | ----------------- | ----------------- | ----------------- | ----------------- | ----------------- | ----------------- | ----------------- | ----------------- | ----------------- | ----------------- | --- |
| 2010                       | My World 2.0 - Wydany: 23 marca 2010 - Wytwórnia: Island, RBMG - Format: CD, digital download                      | 1                 | 4                 | 2                 | 4                 | 7                 | 4                 | 1                 | 9                 | 3                 | 1                 | - USA: 3 070 232+ | - CAN: 3× platynowa płyta - AUS: 2× platynowa płyta - NZL: platynowa płyta - USA: 3× platynowa płyta                 |
| 2011                       | Under the Mistletoe - Wydany: 1 listopada 2011 - Wytwórnia: Island, RBMG, Schoolboy - Format: CD, digital download | 1                 | 6                 | 22                | 14                | –                 | 5                 | 7                 | 25                | 13                | 1                 | - USA: 1 245 000+ | - CAN: 3× platynowa płyta - AUS: złota płyta - USA: platynowa płyta - POL: złota płyta                               |
| 2012                       | Believe - Wydany: 19 czerwca 2012 - Wytwórnia: Island, RBMG, Schoolboy - Format: CD, digital download              | 1                 | 1                 | 1                 | 25                | 3                 | 1                 | 1                 | 3                 | 1                 | 1                 |                   | - CAN: 2× platynowa płyta - AUS: 2× platynowa płyta - NZL: złota płyta - USA: platynowa płyta - POL: platynowa płyta |
| 2015                       | Purpose - Wydany: 13 listopada 2015 - Wytwórnia: Def Jam, RBMG, Schoolboy - Format: CD, digital download           | 1                 | 1                 | 3                 | 8                 | 3                 | 2                 | 1                 | 1                 | 2                 | 1                 |                   | - POL: 3× platynowa płyta                                                                                            |
| 2020                       | Changes - Wydany: 14 lutego 2020 - Wytwórnia: Def Jam, RBMG, Schoolboy - Format: CD, digital download, streaming   | 1                 |                   |                   |                   |                   |                   |                   |                   | 1                 | 1                 |                   | - POL: złota płyta                                                                                                   |
| 2021                       | Justice - Wydany: 11 marca 2021 - Wytwórnia: Def Jam, RBMG, Schoolboy - Format: CD, digital download, streaming    | 1                 |                   |                   |                   |                   |                   |                   |                   | 2                 | 1                 |                   | - POL: 2× platynowa płyta                                                                                            |
| 2025                       | Swag - Wydany: 11 lipca 2025 - Wytwórnia: Def Jam Recordings - Format: CD, winyl, digital download, streaming      |                   |                   |                   |                   |                   |                   |                   |                   |                   |                   |                   | |
| „–” album nie był notowany | |                   |                   |                   |                   |                   |                   |                   |                   |                   |                   |                   | |

### Albumy kompilacyjne
| 2010                       | My Worlds: The Collection - Wydany: 19 listopada 2010 - Wytwórnia: Island, RBMG - Format: CD, digital download |    |     |    |    |  |  |
| 2013                       | Journals - Wydany: 23 grudnia 2013 - Wytwórnia: Island - Format: CD, digital download                          | 35 | 174 | 64 | 46 |  |  |
| „–” album nie był notowany | |    |     |    |    |  |  |

### Remix albumy
| 2010                       | My Worlds Acoustic - Wydany: 26 listopada 2010 - Wytwórnia: Island, RBMG - Format: CD, digital download        | 4 |    |    |    |    |    |    | 7 |  |                        |
| 2011                       | Never Say Never: The Remixes - Wydany: 14 lutego 2011 - Wytwórnia: Island, RBMG - Format: CD, digital download | 1 | 16 | 71 | 10 | 14 | 61 | 17 | 1 |  | - USA: platynowa płyta |
| 2013                       | Believe Acoustic - Wydany: 29 stycznia 2013 - Wytwórnia: Island, RBMG - Format: CD, digital download           | 1 | 2  | 7  | 3  | 2  | 3  | 5  | 1 |  | - USA: złota płyta     |
| „–” album nie był notowany | |   |    |    |    |    |    |    |   |  |                        |

### Minialbumy
| Rok                        | Album                                                                                                   | Pozycja na liście | Pozycja na liście | Pozycja na liście | Pozycja na liście | Pozycja na liście | Pozycja na liście | Pozycja na liście | Pozycja na liście | Pozycja na liście | Sprzedaż | Certyfikat                                                                                       |
| Rok                        | Album                                                                                                   | CAN               | AUS               | AUT               | FRA               | DEU               | IRL               | NZL               | SWI               | USA               | Sprzedaż | Certyfikat                                                                                       |
| -------------------------- | --- | ----------------- | ----------------- | ----------------- | ----------------- | ----------------- | ----------------- | ----------------- | ----------------- | ----------------- | -------- | ------------------------------------------------------------------------------------------------ |
| 2009                       | My World - Wydany: 17 listopada 2009 - Wytwórnia: Island, RBMG - Format: CD, digital download           | 1                 | 1                 | 2                 | 4                 | 7                 | 11                | 1                 | 39                | 5                 |          | - CAN: 2× platynowa płyta - AUT: platynowa płyta - UK: 2× platynowa płyta - USA: platynowa płyta |
| 2021                       | Freedom - Wydany: 4 kwietnia 2021 - Wytwórnia: Def Jam Recordings - Format: digital download, streaming |                   |                   |                   |                   |                   |                   |                   |                   | 172               |          |                                                                                                  |
| „–” album nie był notowany | |                   |                   |                   |                   |                   |                   |                   |                   |                   |          |                                                                                                  |

## Single
| Rok                         | Tytuł                                                                 | Pozycja na liście | Pozycja na liście | Pozycja na liście | Pozycja na liście | Pozycja na liście | Pozycja na liście | Pozycja na liście | Pozycja na liście | Pozycja na liście | Pozycja na liście | Certyfikat                                                                                           | Album                        |
| Rok                         | Tytuł                                                                 | CAN               | AUS               | AUT               | FRA               | DEU               | IRL               | NZL               | SWI               | UK                | USA               | Certyfikat                                                                                           | Album                        |
| --------------------------- | --------------------------------------------------------------------- | ----------------- | ----------------- | ----------------- | ----------------- | ----------------- | ----------------- | ----------------- | ----------------- | ----------------- | ----------------- | --- | ---------------------------- |
| 2009                        | „One Time”                                                            | 12                | 23                | 30                | 13                | 14                | 31                | 6                 | 66                | 11                | 17                | - CAN: platynowa płyta - AUS: platynowa płyta - NZL: złota płyta - USA: platynowa płyta              | My World                     |
| 2009                        | „One Less Lonely Girl”                                                | 10                | 68                | 54                | –                 | 22                | –                 | –                 | –                 | 62                | 16                | - USA: platynowa płyta                                                                               | My World                     |
| 2010                        | „Baby” (gośc. Ludacris)                                               | 3                 | 3                 | 27                | 1                 | 22                | 7                 | 4                 | 27                | 3                 | 5                 | - AUS: 2× platynowa płyta - NZL: platynowa płyta - USA: 3× platynowa płyta                           | My World 2.0                 |
| 2010                        | „Eenie Meenie” (oraz Sean Kingston)                                   | 14                | 11                | 64                | –                 | 60                | 12                | 5                 | 74                | 9                 | 15                | - CAN: złota płyta - AUS: platynowa płyta - NZL: platynowa płyta - USA: platynowa płyta              | singel niealbumowy           |
| 2010                        | „Somebody to Love”                                                    | 10                | 20                | 43                | –                 | 16                | 33                | 12                | –                 | 33                | 15                | - USA: platynowa płyta                                                                               | My World 2.0                 |
| 2010                        | „U Smile”                                                             | 17                | 65                | –                 | –                 | –                 | –                 | –                 | –                 | 98                | 27                | | My World 2.0                 |
| 2010                        | „Pray”                                                                | –                 | 94                | 63                | –                 | 51                | –                 | –                 | –                 | –                 | 61                | | My Worlds: The Collection    |
| 2011                        | „Never Say Never” (gośc. Jaden Smith)                                 | 11                | 17                | 36                | 93                | 51                | 22                | 20                | 38                | 34                | 8                 | - AUS: platynowa płyta - NZL: złota płyta - USA: platynowa płyta                                     | Never Say Never: The Remixes |
| 2011                        | „Mistletoe”                                                           | 9                 | 20                | 63                | 76                | 54                | 16                | 11                | 49                | 21                | 11                | - CAN: złota płyta - USA: złota płyta                                                                | Under the Mistletoe          |
| 2011                        | „All I Want for Christmas Is You (SuperFestive!)” (oraz Mariah Carey) | 72                | –                 |                   |                   |                   |                   | –                 |                   | 170               | 86                | | Under the Mistletoe          |
| 2012                        | „Boyfriend”                                                           | 1                 | 5                 | 34                | 17                | 16                | 9                 | 2                 | 19                | 2                 | 2                 | - AUS: 2× platynowa płyta - CAN: 3× platynowa płyta - NZL: platynowa płyta - USA: 2× platynowa płyta | Believe                      |
| 2012                        | „As Long as You Love Me” (gośc. Big Sean)                             | 9                 | 8                 | 63                | 48                | 38                | 28                | 6                 | 55                | 22                | 6                 | - AUS: platynowa płyta - CAN: platynowa płyta - NZL: złota płyta - USA: platynowa płyta              | Believe                      |
| 2012                        | „Beauty and a Beat” (gośc. Nicki Minaj)                               | 4                 | 12                | 42                | 40                | 53                | 20                | 6                 | 46                | 16                | 7                 | - AUS: platynowa płyta - CAN: złota płyta                                                            | Believe                      |
| 2013                        | „Right Here” (gośc. Drake)                                            | –                 | –                 | –                 | –                 | –                 | –                 | –                 | –                 | 125               | 95                | | Believe                      |
| 2013                        | „Confident” (gośc. Chance the Rapper)                                 |                   |                   |                   |                   |                   |                   |                   |                   |                   |                   | - POL: platynowa płyta                                                                               | Journals                     |
| 2015                        | „Where Are Ü Now” (oraz Jack Ü)                                       |                   |                   |                   |                   |                   |                   |                   |                   |                   |                   | - POL: platynowa płyta                                                                               | Purpose                      |
| 2015                        | „What Do You Mean?”                                                   | 1                 | 1                 | 1                 | 3                 | 4                 | 1                 | 1                 | 2                 | 1                 | 1                 | - POL: diamentowa płyta                                                                              | Purpose                      |
| 2015                        | „Sorry”                                                               | 1                 | 2                 | 2                 | 4                 | 3                 | 1                 | 1                 | 2                 | 1                 | 1                 | - POL: diamentowa płyta                                                                              | Purpose                      |
| 2015                        | „Love Yourself”                                                       | 1                 | 1                 | 2                 | 4                 | 3                 | 1                 | 1                 | 4                 | 1                 | 1                 | - POL: 4x platynowa płyta                                                                            | Purpose                      |
| 2016                        | „Company”                                                             |                   |                   |                   |                   |                   |                   |                   |                   |                   |                   | - POL: złota płyta                                                                                   | Purpose                      |
| 2019                        | „I Don't Care” (oraz Ed Sheeran)                                      |                   |                   |                   |                   |                   |                   |                   |                   |                   |                   | - POL: diamentowa płyta                                                                              | No 6. Collaborations Project |
| 2020                        | „Yummy”                                                               |                   |                   |                   |                   |                   |                   |                   |                   |                   |                   | - POL: platynowa płyta                                                                               | Changes                      |
| 2020                        | „Intentions” (gośc. Quavo)                                            |                   |                   |                   |                   |                   |                   |                   |                   |                   |                   | - POL: platynowa płyta                                                                               | Changes                      |
| 2020                        | „Stuck with U” (oraz Ariana Grande)                                   |                   |                   |                   |                   |                   |                   |                   |                   |                   |                   | - POL: platynowa płyta                                                                               | singel nielabumowy           |
| 2020                        | „Holy” (gośc. Chance the Rapper)                                      |                   |                   |                   |                   |                   |                   |                   |                   |                   |                   | - POL: platynowa płyta                                                                               | Justice                      |
| 2020                        | „Lonely” (oraz Benny Blanco)                                          |                   |                   |                   |                   |                   |                   |                   |                   |                   |                   | - POL: 2x platynowa płyta                                                                            | Justice                      |
| 2020                        | „Monster" (oraz Shawn Mendes)                                         |                   |                   |                   |                   |                   |                   |                   |                   |                   |                   | - POL: platynowa płyta                                                                               | Wonder                       |
| 2021                        | „Anyone”                                                              |                   |                   |                   |                   |                   |                   |                   |                   |                   |                   | - POL: złota płyta                                                                                   | Justice                      |
| 2021                        | „Hold On”                                                             |                   |                   |                   |                   |                   |                   |                   |                   |                   |                   | - POL: złota płyta                                                                                   | Justice                      |
| 2021                        | „Peaches” (gośc. Daniel Caesar, Giveon)                               |                   |                   |                   |                   |                   |                   |                   |                   |                   |                   | - POL: 2× platynowa płyta                                                                            | Justice                      |
| 2021                        | „Stay” (oraz The Kid LAROI)                                           |                   |                   |                   |                   |                   |                   |                   |                   |                   |                   | - POL: 4x platynowa płyta                                                                            | F*ck Love 3: Over You        |
| 2021                        | „Ghost”                                                               |                   |                   |                   |                   |                   |                   |                   |                   |                   |                   | - POL: platynowa płyta                                                                               | Justice                      |
| „–” singel nie był notowany |                                                                       |                   |                   |                   |                   |                   |                   |                   |                   |                   |                   | |                              |

### Single gościnne
| Rok                         | Tytuł                                                       | Pozycja na liście | Pozycja na liście | Pozycja na liście | Pozycja na liście | Pozycja na liście | Pozycja na liście | Certyfikat                | Album                  |
| Rok                         | Tytuł                                                       | CAN               | AUS               | IRL               | NZL               | UK                | USA               | Certyfikat                | Album                  |
| --------------------------- | ----------------------------------------------------------- | ----------------- | ----------------- | ----------------- | ----------------- | ----------------- | ----------------- | ------------------------- | ---------------------- |
| 2010                        | „We Are the World 25 for Haiti” (jako USA for Haiti)        | 7                 | 18                | 9                 | 8                 | 50                | 2                 |                           | singel charytatywny    |
| 2010                        | „Wavin’ Flag” (jako Young Artists for Haiti)                | 1                 | –                 | –                 | –                 | 104               | –                 | - CAN: 3× platynowa płyta | singel charytatywny    |
| 2011                        | „Next 2 You” (Chris Brown; gośc. Justin Biber)              | 32                | 22                | 40                | 16                | 14                | 26                | - AUS: platynowa plyta    | F.A.M.E.               |
| 2012                        | „Live My Life” (Far East Movement; gośc. Justin Biber)      | 4                 | 14                | –                 | 15                | –                 | 21                | - AUS: platynowa płyta    | Dirty Bass             |
| 2013                        | „#thatPower” (will.i.am; gośc. Justin Biber)                | 6                 | 6                 | 5                 | 16                | 2                 | 17                | - AUS: platynowa plyta    | #willpower             |
| 2013                        | „Lolly” (Maejor Ali; gośc. Justin Biber, Juicy J)           | 27                | 98                | –                 | –                 | 56                | 19                |                           | singel niealbumowy     |
| 2016                        | „Cold Water” (Major Lazer; gośc. Justin Biber, MØ)          | 1                 | 1                 | 1                 | 1                 | 1                 | 2                 | - POL: złota płyta        | Major Lazer Essentials |
| 2016                        | „Let Me Love You” (DJ Snake; gośc. Justin Biber)            | 4                 | 2                 | 2                 | 3                 | 2                 | 4                 | - POL: diamentowa płyta   | Encore                 |
| 2017                        | „2U” (David Guetta; gośc. Justin Biber)                     |                   |                   |                   |                   |                   |                   | - POL: 2x platyna         | 7                      |
| 2023                        | „Private Landing” (Don Toliver; gośc. Justin Biber, Future) |                   |                   |                   |                   |                   |                   | - POL: złoto              | Love Sick              |
| „–” singel nie był notowany |                                                             |                   |                   |                   |                   |                   |                   |                           |                        |

### Single promocyjne
| Rok                         | Tytuł                                                                   | Pozycja na liście | Pozycja na liście | Pozycja na liście | Pozycja na liście | Pozycja na liście | Certyfikat             | Album               |
| Rok                         | Tytuł                                                                   | CAN               | AUS               | NZL               | UK                | USA               | Certyfikat             | Album               |
| --------------------------- | ----------------------------------------------------------------------- | ----------------- | ----------------- | ----------------- | ----------------- | ----------------- | ---------------------- | ------------------- |
| 2009                        | „Love Me”                                                               | 12                | 65                | –                 | 71                | 37                |                        | My World            |
| 2009                        | „Favorite Girl”                                                         | 15                | 92                | –                 | 76                | 26                |                        | My World            |
| 2010                        | „Never Let You Go”                                                      | 14                | 67                | 16                | 84                | 21                |                        | My World 2.0        |
| 2011                        | „The Christmas Song (Chestnuts Roasting on an Open Fire)” (gośc. Usher) | 59                | 58                | –                 | 91                | 58                |                        | Under the Mistletoe |
| 2012                        | „Die in My Arms”                                                        | 14                | 31                | 21                | 34                | 17                |                        | Believe             |
| 2012                        | „All Around the World” (gośc. Ludacris)                                 | 10                | 34                | 15                | 30                | 22                |                        | Believe             |
| 2015                        | „I'll Show You”                                                         |                   |                   |                   |                   |                   | - POL: platynowa płyta | Purpose             |
| „–” singel nie był notowany |                                                                         |                   |                   |                   |                   |                   |                        |                     |

### Inne notowane lub certyfikowane utwory
| Rok                        | Tytuł                                   | Pozycja na liście | Pozycja na liście | Pozycja na liście | Pozycja na liście | Certyfikat | Album                         |
| Rok                        | Tytuł                                   | CAN               | AUS               | UK                | USA               | Certyfikat | Album                         |
| -------------------------- | --------------------------------------- | ----------------- | ----------------- | ----------------- | ----------------- | ---------- | ----------------------------- |
| 2009                       | „Down to Earth”                         | 61                | –                 | 149               | 79                |            | My World                      |
| 2009                       | „Bigger”                                | 78                | –                 | 162               | 94                |            | My World                      |
| 2009                       | „First Dance” (gośc. Usher)             | 88                | –                 | 156               | 99                |            | My World                      |
| 2009                       | „Common Denominator”                    | 72                | –                 | 166               | –                 |            | My World                      |
| 2010                       | „That Should Be Me”                     | –                 | –                 | 179               | 92                |            | My World 2.0                  |
| 2010                       | „Stuck in the Moment”                   | –                 | –                 | 151               | 125               |            | My World 2.0                  |
| 2010                       | „Overboard” (gośc. Jessica Jarrell)     | –                 | –                 | 182               | –                 |            | My World 2.0                  |
| 2010                       | „Kiss and Tell”                         | –                 | 78                | –                 | –                 |            | My World 2.0                  |
| 2011                       | „Born to Be Somebody”                   | 56                | –                 | –                 | 74                |            | Never Say Never – The Remixes |
| 2011                       | „Drummer Boy” (gośc. Busta Rhymes)      | –                 | –                 | –                 | 86                |            | Under the Mistletoe           |
| 2012                       | „Turn to You (Mother’s Day Dedication)” | 22                | –                 | 39                | 60                |            | utwór niealbumowy             |
| 2012                       | „Believe”                               | 100               | –                 | –                 | –                 |            | Believe                       |
| 2012                       | „Right Here” (gośc. Drake)              | –                 | –                 | –                 | 95                |            | Believe                       |
| 2012                       | „Beautiful” (oraz Carly Rae Jepsen)     | 37                | 48                | 68                | 87                |            | Kiss                          |
| „–” utwór nie był notowany |                                         |                   |                   |                   |                   |            |                               |

## Teledyski
| Rok  | Tytuł                                                 | Reżyseria                     |
| ---- | ----------------------------------------------------- | ----------------------------- |
| 2009 | „One Time”                                            | Vashtie Kola                  |
| 2009 | „One Less Lonely Girl”                                | Roman White                   |
| 2010 | „Baby”                                                | Ray Kay                       |
| 2010 | „Never Let You Go”                                    | Colin Tilley                  |
| 2010 | „We Are the World 25 for Haiti”                       | Paul Haggis                   |
| 2010 | „Eenie Meenie”                                        | Ray Kay                       |
| 2010 | „Somebody to Love (Remix)”                            | Dave Meyers                   |
| 2010 | „Never Say Never”                                     | Honey                         |
| 2010 | „Love Me”                                             | Alfredo Flores                |
| 2010 | „U Smile”                                             | Colin Tilley                  |
| 2010 | „Never Say Never” (wersja akustyczna)                 | Jon Chu                       |
| 2010 | „Pray”                                                | Scooter Braun, Alfredo Flores |
| 2011 | „That Should Be Me” (oraz Rascal Flatts)              | Mark Kalbfeld                 |
| 2011 | „Next 2 You” (oraz Chris Brown)                       | Colin Tilley                  |
| 2011 | „Mistletoe”                                           | Roman White                   |
| 2011 | „Santa Claus Is Coming to Town”                       |                               |
| 2011 | „All I Want for Christmas Is You” (oraz Mariah Carey) | Sanaa Hamri                   |
| 2011 | „Fa La La” (oraz Boyz II Men)                         | Colin Tilley                  |
| 2012 | „Boyfriend”                                           | Colin Tilley                  |
| 2012 | „As Long as You Love Me”                              | Anthony Mandler               |
| 2012 | „Beauty and a Beat” (oraz Nicki Minaj)                | Justin Bieber, Jon M. Chu     |
| 2013 | „All Around the World” (oraz Ludacris)                |                               |
| 2013 | „All That Matters”                                    |                               |
| 2014 | „Confident”                                           |                               |
| 2015 | „What Do You Mean?”                                   | Brad Furman                   |
| 2015 | „Sorry”                                               | Parris Goebel                 |
| 2015 | „I'll Show You”                                       | Rory Kramer                   |
| 2015 | „Love Yourself”                                       | Parris Goebel                 |